# Corry Brokken
Cornelia Maria „Corry“ Brokken (3. prosince 1932 Breda – 31. května 2016) byla nizozemská zpěvačka, televizní moderátorka a právnička. V roce 1957 vyhrála druhý ročník písňové soutěže Eurovision Song Contest s písní „Net als toen“.

## Kariéra a život
V roce 1956 zvítězila s písní „Voorgoed voorbij“ na Nationaal Songfestival (1956), což jí zajistilo právo reprezentovat Nizozemsko v prvním ročníku soutěže Eurovision Song Contest spolu s Jetty Paerlovou. Ta se umístila na druhém místě. V roce 1957 zvítězila na Nationaal Songfestivalu podruhé za sebou a opět reprezentovala Nizozemsko v soutěži. Její píseň „Net als toen“ získala nejvíce bodů od mezinárodních porot a přinesla Nizozemsku první vítězství v soutěži.
V roce 1958 opět zvítězila na Nationaal Songfestival, tentokrát s písní „Heel de wereld“. V mezinárodním finále, které se konalo v nizozemském Hilversumu, skončila její skladba na posledním místě s pouhým jedním bodem.
V 50. a 60. letech 20. století patřila k nejpopulárnějším zpěvačkám v Nizozemsku, vystupovala ve Sleeswijk Revue po boku Snip en Snap a sklízela hity, z nichž některé byly přeloženými šansony Charlese Aznavoura.
V roce 1976 moderovala soutěž Eurovision Song Contest 1997 a vyhlašovala výsledky nizozemského hlasování v tomto ročníku soutěže. V té době již nebyla jako zpěvačka aktivní. Hudební kariéru ukončila v roce 1973 kvůli studiu práv, po němž se stala právničkou. Později byla jmenována soudkyní v 's-Hertogenbosch. V devadesátých letech se vrátila do zábavního průmyslu, vystupovala na pódiu a natočila nové album. Psala také sloupek pro ženský týdeník Margriet.
Zemřela 31. května 2016 ve věku 83 let. Byla třikrát vdaná a měla dceru Nancy Sleeswijkovou.

## Diskografie

### Singly
- „Voorgoed voorbij“ (1956)
- „Net als toen“ (1957)
- „Heel de wereld“ (1958)
- „Milord“ (1960)